# Brotlose Kunst
Brotlose Kunst bezeichnet Tätigkeiten und Handlungen, in der Regel beruflicher Art, die für den Ausführenden zwar wichtig sind, von anderen allenfalls als interessant empfunden werden, aber nicht in ausreichendem Maße zum Lebensunterhalt des Ausführenden beitragen.

## Begriffsbestimmung
Der Begriff Brot steht dabei stellvertretend für ein auskömmliches Einkommen an sich, was darauf zurückgeht, dass in der vorindustriellen Gesellschaft Brot lange Zeit das wichtigste Grundnahrungsmittel war. Das zeigt sich schon in der von dem Dichter Juvenal geprägten Wendung Brot und Spiele (lat. panem et circenses), wie auch in der Zeile unser tägliches Brot gib uns heute im Vaterunser, dem geläufigsten Gebet der Christenheit. Der Begriff Kunst bezeichnete ursprünglich nicht nur die schönen Künste, sondern jede berufliche Fertigkeit schlechthin.
Der Begriff wird nicht selten als ein Schlagwort gegenüber Jugendlichen gebraucht, deren Berufswahl nicht mit den Wünschen ihrer Eltern übereinstimmt. Salomon Heine bemerkte über seinen Neffen Heinrich „Hätten gelernt machen Geschäfte, hätten nicht brauchen schreiben Gedichte“.

## Historisches
Der Tropus „Brot“ im Sinne von Broterwerb wird schon seit dem 16. Jahrhundert im Zusammenhang mit der Kunst gebraucht. Michael Neander erwähnt 1590 in seiner Sammlung der deutschen Sprichwörter: „Kunst gehet nach Brot“, Martin Luther wird zitiert mit: „Kunst gehet itzt nach Brot, aber Brot wird ihr wieder nachlaufen und nicht finden“ . Gotthold Ephraim Lessing schuf in seinem Trauerspiel Emilia Galotti das bekannte Zitat auf die Frage des Prinzen „[...] Was macht die Kunst?“; als er den Hofmaler Conti antworten lässt: „Prinz, die Kunst geht nach Brot.“
All dem zu Grunde liegt die sich über die Jahrhunderte ziehende Kluft zwischen der Kunst als Ausdrucksform des Schönen, die ihre Rechtfertigung in sich findet, und dem Kunstbegriff, der seine Motivation auch aus der Sicherung des Lebensunterhalts eines Künstlers bezieht.
Eine gewisse Bekanntheit hat die Kalendergeschichte Brotlose Kunst von Johann Peter Hebel, die erstmals 1808 im Rheinländischen Hausfreund und dann 1811 im Schatzkästlein des rheinischen Hausfreundes erschien. Die von Hebel erzählte Anekdote hat ihre Wurzeln in einer Geschichte des römischen Rhetorikers Quintilian. Vor Hebel hatte u. a. bereits Gottfried August Bürger die Anekdote verwendet, und auch Georg Wilhelm Friedrich Hegel, Johann Georg Hamann, Gottfried Wilhelm Leibniz, Michel de Montaigne und Friedrich Nietzsche griffen den Text bzw. das Motiv auf.